# Ilona Vusovich
Pour les articles homonymes, voir Usovich.
Ilona Vusovich (souvent en russe Usovich, née le 14 novembre 1982) est une athlète biélorusse, pratiquant le 400 et le 800 m.

## Dopage
À la suite du scandale de dopage concernant la Russie, 454 échantillons des Jeux olympiques de Pékin en 2008 ont été retestés en 2016 et 31 se sont avérés positifs dont Anastasiya Kapachinskaya et Tatyana Firova, médaillées d'argent du relais 4 x 400 m. Par conséquent, Usovich et ses coéquipières, 4e de la finale, pourraient se voir attribuer la médaille de bronze de ces Jeux si l'échantillon B (qui sera analysé en juin) se révèle également positif. La disqualification est confirmée et la Biélorussie aurait pu récupérer cette médaille mais Sviatlana Vusovich, sœur d'Ilona, est également testée positive. L'équipe est déclassée à son tour, laissant le Royaume-Uni récupérer le bronze.

## Palmarès
| Date | Compétition                       | Lieu        | Résultat | Épreuve   | Temps         |
| ---- | --------------------------------- | ----------- | -------- | --------- | ------------- |
| 2004 | Championnats du monde en salle    | Budapest    | 2e       | 4 x 400 m | 3 min 29 s 96 |
| 2005 | Championnats d'Europe en salle    | Madrid      | 4e       | 400 m     | 52 s 06       |
| 2006 | Championnats du monde en salle    | Moscou      | 3e       | 4 x 400 m | 3 min 28 s 65 |
| 2006 | Championnats d'Europe             | Göteborg    | 5e       | 400 m     | 50 s 69       |
| 2006 | Championnats d'Europe             | Göteborg    | 2e       | 4 x 400 m | 3 min 27 s 69 |
| 2007 | Championnats d'Europe en salle    | Birmingham  | 2e       | 400 m     | 51 s 00       |
| 2007 | Championnats d'Europe en salle    | Birmingham  | 1re      | 4 x 400 m | 3 min 27 s 83 |
| 2007 | Championnats du monde             | Osaka       | 7e       | 400 m     | 50 s 54       |
| 2008 | Championnats du monde en salle    | Valence     | 2e       | 4 x 400 m | 3 min 28 s 90 |
| 2008 | Jeux olympiques                   | Pékin       | —        | 4 x 400 m | DQ            |
| 2011 | Championnats du monde             | Daegu       | 4e       | 4 x 400 m | 3 min 25 s 64 |
| 2012 | Championnats d'Europe             | Helsinki    | 3e       | 400 m     | 51 s 94       |
| 2013 | Championnats d'Europe par équipes | Gateshead   | 9e       | 400 m     | 53 s 20       |
| 2013 | Championnats d'Europe par équipes | Gateshead   | 7e       | 4 x 400 m | 3 min 34 s 14 |
| 2015 | Championnats d'Europe par équipes | Tcheboksary | 9e       | 400 m     | 53 s 92       |
| 2015 | Championnats d'Europe par équipes | Tcheboksary | 8e       | 4 x 400 m | 3 min 32 s 33 |
| 2017 | Relais mondiaux de l'IAAF         | Nassau      | 2e       | 4 x 800 m | 8 min 20 s 08 |
| 2017 | Championnats d'Europe par équipes | Lille       | 10e      | 400 m     | 53 s 20       |
| 2017 | Championnats d'Europe par équipes | Lille       | 11e      | 4 x 400 m | 3 min 38 s 28 |

## Records
| Épreuve | Épreuve   | Temps         | Lieu       | Date            |
| ------- | --------- | ------------- | ---------- | --------------- |
| 400 m   | Plein air | 50 s 31       | Osaka      | 27 août 2007    |
| 400 m   | En salle  | 51 s 00       | Birmingham | 3 mars 2007     |
| 600 m   | En salle  | 1 min 25 s 91 | Mogilev    | 2 février 2008  |
| 800 m   | Plein air | 1 min 59 s 38 | Brest      | 21 mai 2011     |
| 800 m   | En salle  | 2 min 02 s 94 | Mogilev    | 27 janvier 2007 |